# Ольшанка (приток Баланды)
Ольшанка (в верхнем течении также — Ахтуба) — река, левый приток Баланды, протекает по территории Калининского района Саратовской области России. Длина реки — 25 км, площадь водосборного бассейна — 189 км².

## Описание
Ольшанка начинается около села Широкий Уступ. Генеральным направлением течения реки является юго-юго-запад. Напротив урочища Журавка к востоку от села Большая Ольшанка впадает в Баланду на высоте 139 м над уровнем моря.

## Данные водного реестра
По данным государственного водного реестра России относится к Донскому бассейновому округу, водохозяйственный участок реки — Медведица от истока до впадения реки Терса, речной подбассейн реки — Дон между впадением Хопра и Северского Донца. Речной бассейн реки — Дон (российская часть бассейна).
Код объекта в государственном водном реестре — 05010300112107000008337.